# NHL 2014/2015
NHL 2014/2015 byla 97. sezónou severoamerické Národní hokejové ligy. Byla rozdělena do dvou konferencí a čtyř divizí. Základní část začala 8. října 2014 utkáním mezi Torontem a Montrealem a skončila 11. dubna 2015 zápasem Vancouveru proti Edmontonu. Playoff o Stanley Cup začalo 15. dubna 2015 již bez obhájce trofeje Los Angeles Kings, jenž si v základní části nezajistil postup do play-off a skončilo šestým finálovým utkání 16. června 2015. Celkový 6. Stanley Cup získalo mužstvo Chicago Blackhawks, které ve finále Stanley Cupu přehrálo Tampu Bay Lightning v poměru 4:2 na sérii.

## Češi a Slováci v NHL
| Tým                   | Hráči z Česka                                                                                  | Hráči ze Slovenska                                                  | Soupisky |
| Anaheim Ducks         | Tomáš Fleischmann, Jiří Sekáč                                                                  |                                                                     | Zde      |
| Arizona Coyotes       | Martin Hanzal, Martin Erat                                                                     |                                                                     | Zde      |
| Boston Bruins         | David Krejčí AHL – David Pastrňák – Providence Bruins                                          | Zdeno Chára                                                         | Zde      |
| Buffalo Sabres        |                                                                                                | Andrej Meszároš                                                     | Zde      |
| Calgary Flames        | Jiří Hudler, Ladislav Šmíd                                                                     |                                                                     | Zde      |
| Carolina Hurricanes   | Andrej Nestrašil, Michal Jordán                                                                |                                                                     | Zde      |
| Chicago Blackhawks    | Michal Rozsíval                                                                                | Marián Hossa                                                        | Zde      |
| Colorado Avalanche    | Jan Hejda AHL – Tomáš Vincour – Lake Erie Monsters                                             |                                                                     | Zde      |
| Columbus Blue Jackets | AHL – Lukáš Sedlák – Springfield Falcons                                                       | AHL – Marko Daňo – Springfield Falcons                              | Zde      |
| Dallas Stars          | Aleš Hemský AHL – Radek Faksa, Matěj Stránský – Texas Stars                                    |                                                                     | Zde      |
| Detroit Red Wings     | Jakub Kindl, Marek Židlický, Petr Mrázek AHL – Martin Frk, Tomáš Nosek – Grand Rapids Griffins | Tomáš Tatar, Tomáš Jurčo AHL – Marek Tvrdoň – Grand Rapids Griffins | Zde      |
| Edmonton Oilers       | AHL – David Musil – Oklahoma City Barons                                                       | AHL – Martin Marinčin, Martin Gernát – Oklahoma City Barons         | Zde      |
| Florida Panthers      | Jaromír Jágr                                                                                   | Tomáš Kopecký                                                       | Zde      |
| Los Angeles Kings     | AHL – Patrik Bartošák – Manchester Monarchs                                                    | Marián Gáborík, Andrej Sekera                                       | Zde      |
| Minnesota Wild        | AHL – Pavel Jenyš – Iowa Wild                                                                  |                                                                     | Zde      |
| Montreal Canadiens    | Tomáš Plekanec                                                                                 |                                                                     | Zde      |
| Nashville Predators   | AHL – Marek Mazanec – Milwaukee Admirals                                                       |                                                                     | Zde      |
| New Jersey Devils     | Patrik Eliáš, Martin Havlát                                                                    |                                                                     | Zde      |
| New York Islanders    | Michal Neuvirth                                                                                | Ľubomír Višňovský, Jaroslav Halák                                   | Zde      |
| New York Rangers      |                                                                                                | AHL – Marek Hrivík – Hartford Wolf Pack                             | Zde      |
| Ottawa Senators       | Milan Michálek                                                                                 |                                                                     | Zde      |
| Philadelphia Flyers   | Jakub Voráček, Radko Gudas AHL – Petr Straka                                                   |                                                                     | Zde      |
| Pittsburgh Penguins   | AHL – Dominik Uher – Wilkes-Barre/Scranton Penguins                                            |                                                                     | Zde      |
| San Jose Sharks       | Tomáš Hertl                                                                                    |                                                                     | Zde      |
| St. Louis Blues       | Dmitrij Jaškin, Zbyněk Michálek                                                                |                                                                     | Zde      |
| Tampa Bay Lightning   | Andrej Šustr, Ondřej Palát                                                                     |                                                                     | Zde      |
| Toronto Maple Leafs   | Roman Polák                                                                                    | Richard Pánik AHL – Peter Sivák – Toronto Marlies                   | Zde      |
| Vancouver Canucks     | Radim Vrbata                                                                                   |                                                                     | Zde      |
| Washington Capitals   | AHL – Tomáš Kundrátek, Jakub Vrána – Hershey Bears                                             |                                                                     | Zde      |
| Winnipeg Jets         | Ondřej Pavelec, Michael Frolík, Jiří Tlustý                                                    | AHL – Peter Budaj – St. John's IceCaps                              | Zde      |

## Změny během sezony
| Hráči z           | z klubu             | do klubu            |
| Tomáš Fleischmann | Florida Panthers    | Anaheim Ducks       |
| Jiří Sekáč        | Montreal Canadiens  | Anaheim Ducks       |
| Andrej Nestrašil  | Detroit Red Wings   | Carolina Hurricanes |
| Marek Židlický    | New Jersey Devils   | Detroit Red Wings   |
| Jaromír Jágr      | New Jersey Devils   | Florida Panthers    |
| Michal Neuvirth   | Buffalo Sabres      | New York Islanders  |
| Radko Gudas       | Tampa Bay Lightning | Philadelphia Flyers |
| Zbyněk Michálek   | Arizona Coyotes     | St. Louis Blues     |
| Jiří Tlustý       | Carolina Hurricanes | Winnipeg Jets       |
| Hráči z           | z klubu             | do klubu            |
| Andrej Sekera     | Carolina Hurricanes | Los Angeles Kings   |
| Richard Pánik     | Tampa Bay Lightning | Toronto Maple Leafs |

## Základní část
| Vysvětlivky                                                                |
| -------------------------------------------------------------------------- |
| Celkový vítěz základní části (zisk Presidents' Trophy) a postup do playoff |
| Tým skončil na prvním místě v konferenci a postoupil do playoff            |
| Tým skončil na prvním místě v divizi a postoupil do playoff                |
| Postupující do playoff                                                     |
| Postupující do playoff na divokou kartu                                    |
| Vyřazené týmy                                                              |

| Východní konference |                             |    |    |    |    |     |     |     |      |     |
| Atlantická divize   |                             |    |    |    |    |     |     |     |      |     |
| Poz.                | Tým                         | Z  | V  | P  | PP | ZPV | VG  | IG  | +/-  | B   |
| 1.                  | Montreal Canadiens (2.)     | 82 | 50 | 22 | 10 | 43  | 221 | 189 | +32  | 110 |
| 2.                  | Tampa Bay Lightning (3.)    | 82 | 50 | 24 | 8  | 47  | 262 | 211 | +51  | 108 |
| 3.                  | Detroit Red Wings (6.)      | 82 | 43 | 25 | 14 | 39  | 235 | 221 | +14  | 100 |
| 4.                  | Ottawa Senators (7.)        | 82 | 43 | 26 | 13 | 37  | 238 | 215 | +23  | 99  |
| 5.                  | Boston Bruins (9.)          | 82 | 41 | 27 | 14 | 37  | 213 | 211 | +2   | 96  |
| 6.                  | Florida Panthers (10.)      | 82 | 38 | 29 | 15 | 30  | 206 | 223 | −17  | 91  |
| 7.                  | Toronto Maple Leafs (15.)   | 82 | 30 | 44 | 8  | 25  | 211 | 262 | −51  | 68  |
| 8.                  | Buffalo Sabres (16.)        | 82 | 23 | 51 | 8  | 15  | 161 | 274 | −113 | 54  |
| Metropolitní divize |                             |    |    |    |    |     |     |     |      |     |
| Poz.                | Tým                         | Z  | V  | P  | PP | ZPV | VG  | IG  | +/-  | B   |
| 1.                  | New York Rangers (1.)       | 82 | 53 | 22 | 7  | 49  | 252 | 192 | +60  | 113 |
| 2.                  | Washington Capitals (4.)    | 82 | 45 | 26 | 11 | 40  | 242 | 203 | +39  | 101 |
| 3.                  | New York Islanders (5.)     | 82 | 47 | 28 | 7  | 40  | 252 | 230 | +22  | 101 |
| 4.                  | Pittsburgh Penguins (8.)    | 82 | 43 | 27 | 12 | 39  | 221 | 210 | +11  | 98  |
| 5.                  | Columbus Blue Jackets (11.) | 82 | 42 | 35 | 5  | 33  | 236 | 250 | −14  | 89  |
| 6.                  | Philadelphia Flyers (12.)   | 82 | 33 | 31 | 18 | 30  | 215 | 234 | −19  | 84  |
| 7.                  | New Jersey Devils (13.)     | 82 | 32 | 36 | 14 | 27  | 181 | 216 | −35  | 78  |
| 8.                  | Carolina Hurricanes (14.)   | 82 | 30 | 41 | 11 | 25  | 188 | 226 | −38  | 71  |

| Západní konference | Západní konference       | Západní konference | Západní konference | Západní konference | Západní konference | Západní konference | Západní konference | Západní konference | Západní konference | Západní konference |
| ------------------ | ------------------------ | ------------------ | ------------------ | ------------------ | ------------------ | ------------------ | ------------------ | ------------------ | ------------------ | ------------------ |
| Centrální divize   |                          |                    |                    |                    |                    |                    |                    |                    |                    |                    |
| Poz.               | Tým                      | Z                  | V                  | P                  | PP                 | ZPV                | VG                 | IG                 | +/-                | B                  |
| 1.                 | St. Louis Blues (2.)     | 82                 | 51                 | 24                 | 7                  | 42                 | 248                | 201                | +47                | 109                |
| 2.                 | Nashville Predators (3.) | 82                 | 47                 | 25                 | 10                 | 41                 | 232                | 208                | +24                | 104                |
| 3.                 | Chicago Blackhawks (4.)  | 82                 | 48                 | 28                 | 6                  | 39                 | 229                | 189                | +40                | 102                |
| 4.                 | Minnesota Wild (6.)      | 82                 | 46                 | 28                 | 8                  | 42                 | 231                | 201                | +30                | 100                |
| 5.                 | Winnipeg Jets (7.)       | 82                 | 43                 | 26                 | 13                 | 36                 | 230                | 210                | +20                | 99                 |
| 6.                 | Dallas Stars (10.)       | 82                 | 41                 | 31                 | 10                 | 37                 | 261                | 260                | +1                 | 92                 |
| 7.                 | Colorado Avalanche (11.) | 82                 | 39                 | 31                 | 12                 | 29                 | 219                | 227                | −8                 | 90                 |
| Pacifická divize   |                          |                    |                    |                    |                    |                    |                    |                    |                    |                    |
| Poz.               | Tým                      | Z                  | V                  | P                  | PP                 | ZPV                | VG                 | IG                 | +/-                | B                  |
| 1.                 | Anaheim Ducks (1.)       | 82                 | 51                 | 24                 | 7                  | 43                 | 236                | 226                | +10                | 109                |
| 2.                 | Vancouver Canucks (5.)   | 82                 | 48                 | 29                 | 5                  | 42                 | 242                | 222                | +20                | 101                |
| 3.                 | Calgary Flames (8.)      | 82                 | 45                 | 30                 | 7                  | 41                 | 241                | 216                | +25                | 97                 |
| 4.                 | Los Angeles Kings (9.)   | 82                 | 40                 | 27                 | 15                 | 38                 | 220                | 205                | +15                | 95                 |
| 5.                 | San Jose Sharks (12.)    | 82                 | 40                 | 33                 | 9                  | 36                 | 228                | 232                | −4                 | 89                 |
| 6.                 | Edmonton Oilers (13.)    | 82                 | 24                 | 44                 | 14                 | 19                 | 198                | 283                | −85                | 62                 |
| 7.                 | Arizona Coyotes (14.)    | 82                 | 24                 | 50                 | 8                  | 19                 | 170                | 272                | −102               | 56                 |

Legenda: V závorkách za týmy je uvedeno pořadí v konferenci (první dvě místa v konferenci automaticky zaujímají vítězové divizí)
Poznámka: Při rovnosti bodů rozhodovala k určení postupujícího nebo lépe nasazeného mužstva do playoff následující kritéria:
- 1. Menší počet odehraných utkání;
- 2. Lepší prodloužení (více získaných bodů) + Počet vítězství v řádné hrací době a v prodloužení;
- 3. Vyšší počet bodů získaných ze vzájemných zápasů (Pokud měly oba týmy ze vzájemných zápasů stejný počet bodů, výsledek prvního utkání na domácím ledě se u obou týmů nebral v potaz);
- 4. Rozdíl vstřelených a inkasovaných gólů;

## Produktivita základní části

### Kanadské bodování
Toto je pořadí hráčů podle dosažených bodů, za jeden vstřelený gól nebo přihrávku na gól hráč získal jeden bod.
| Hráč               | Tým                 | Z  | G  | A  | B  | +/- | TM | POZ |
| ------------------ | ------------------- | -- | -- | -- | -- | --- | -- | --- |
| Jamie Benn         | Dallas Stars        | 82 | 35 | 52 | 87 | +1  | 64 | LK  |
| John Tavares       | New York Islanders  | 82 | 38 | 48 | 86 | +5  | 46 | C   |
| Sidney Crosby      | Pittsburgh Penguins | 77 | 28 | 56 | 84 | +5  | 47 | C   |
| Alexandr Ovečkin   | Washington Capitals | 81 | 53 | 28 | 81 | +10 | 58 | LK  |
| Jakub Voráček      | Philadelphia Flyers | 82 | 22 | 59 | 81 | +1  | 78 | PK  |
| Nicklas Bäckström  | Washington Capitals | 82 | 18 | 60 | 78 | +5  | 40 | C   |
| Tyler Seguin       | Dallas Stars        | 71 | 37 | 40 | 77 | –1  | 20 | C   |
| Jiří Hudler        | Calgary Flames      | 78 | 31 | 45 | 76 | +17 | 14 | C   |
| Daniel Sedin       | Vancouver Canucks   | 82 | 20 | 56 | 76 | +5  | 18 | LK  |
| Vladimir Tarasenko | St. Louis Blues     | 77 | 37 | 36 | 73 | +27 | 31 | PK  |

### Nejlepší brankáři (procentuálně)
Pořadí nejlepších deseti brankářů podle úspěšnosti zásahů v procentech, brankář musel mít odehráno minimálně 40% hrací doby za svůj tým.
| Hráč           | Tým                 | Z  | V  | P  | PP | Č (min/sek) | OG  | PZ   | ČK | Úsp%  | POG  |
| -------------- | ------------------- | -- | -- | -- | -- | ----------- | --- | ---- | -- | ----- | ---- |
| Carey Price    | Montreal Canadiens  | 66 | 44 | 16 | 6  | 3976:33     | 130 | 1823 | 9  | 93,3% | 1,96 |
| Devan Dubnyk   | Arizona/Minnesota   | 58 | 36 | 14 | 4  | 3328:12     | 115 | 1510 | 6  | 92,9% | 2,07 |
| Steve Mason    | Philadelphia Flyers | 51 | 18 | 18 | 11 | 2885:23     | 108 | 1382 | 3  | 92,8% | 2,25 |
| Cam Talbot     | New York Rangers    | 36 | 21 | 9  | 4  | 2094:57     | 77  | 961  | 5  | 92,6% | 2,21 |
| Cory Schneider | New Jersey Devils   | 69 | 26 | 31 | 9  | 3923:55     | 148 | 1834 | 5  | 92,5% | 2,26 |
| Corey Crawford | Chicago Blackhawks  | 57 | 32 | 20 | 5  | 3332:32     | 126 | 1535 | 2  | 92,4% | 2,27 |
| Pekka Rinne    | Nashville Predators | 64 | 41 | 17 | 6  | 3850:47     | 140 | 1667 | 4  | 92,3% | 2,18 |
| Braden Holtby  | Washington Capitals | 73 | 41 | 20 | 10 | 4247:29     | 157 | 1887 | 9  | 92,3% | 2,22 |
| Craig Anderson | Ottawa Senators     | 35 | 14 | 13 | 8  | 2092:31     | 87  | 1047 | 3  | 92,3% | 2,49 |
| Tuukka Rask    | Boston Bruins       | 70 | 34 | 21 | 13 | 4063:01     | 156 | 1855 | 3  | 92,2% | 2,30 |

## Playoff
Všechny série play-off se hrály na čtyři vítězná utkání.

|  | Čtvrtfinále konference | Čtvrtfinále konference | Čtvrtfinále konference |   |                     | Semifinále konference | Semifinále konference | Semifinále konference |  |    | Finále konference   | Finále konference | Finále konference |  |    | Finále Stanley Cupu | Finále Stanley Cupu | Finále Stanley Cupu |
|  |                        |                        |                        |   |                     |                       |                       |                       |  |    |                     |                   |                   |  |    |                     |                     |                     |
|  | A1                     | Montreal Canadiens     | 4                      |   |                     |                       |                       |                       |  |    |                     |                   |                   |  |    |                     |                     |                     |
|  | WC                     | Ottawa Senators        | 2                      |   |                     |                       |                       |                       |  |    |                     |                   |                   |  |    |                     |                     |                     |
|  | WC                     | Ottawa Senators        | 2                      |   | A1                  | Montreal Canadiens    | 2                     |                       |  |    |                     |                   |                   |  |    |                     |                     |                     |
|  |                        |                        |                        |   | A1                  | Montreal Canadiens    | 2                     |                       |  |    |                     |                   |                   |  |    |                     |                     |                     |
|  |                        | A2                     | Tampa Bay Lightning    | 4 |                     |                       |                       |                       |  |    |                     |                   |                   |  |    |                     |                     |                     |
|  | A2                     | A2                     | Tampa Bay Lightning    | 4 | Tampa Bay Lightning | 4                     |                       |                       |  |    |                     |                   |                   |  |    |                     |                     |                     |
|  | A2                     |                        |                        |   | Tampa Bay Lightning | 4                     |                       |                       |  |    |                     |                   |                   |  |    |                     |                     |                     |
|  | A3                     | Detroit Red Wings      | 3                      |   |                     |                       |                       |                       |  |    |                     |                   |                   |  |    |                     |                     |                     |
|  | A3                     | Detroit Red Wings      | 3                      |   |                     |                       |                       |                       |  | A2 | Tampa Bay Lightning | 4                 |                   |  |    |                     |                     |                     |
|  | Východní konference    |                        |                        |   |                     |                       |                       |                       |  | A2 | Tampa Bay Lightning | 4                 |                   |  |    |                     |                     |                     |
|  |                        | M1                     | New York Rangers       | 3 |                     |                       |                       |                       |  |    |                     |                   |                   |  |    |                     |                     |                     |
|  | M1                     | M1                     | New York Rangers       | 3 | New York Rangers    | 4                     |                       |                       |  |    |                     |                   |                   |  |    |                     |                     |                     |
|  | M1                     |                        |                        |   | New York Rangers    | 4                     |                       |                       |  |    |                     |                   |                   |  |    |                     |                     |                     |
|  | WC                     | Pittsburgh Penguins    | 1                      |   |                     |                       |                       |                       |  |    |                     |                   |                   |  |    |                     |                     |                     |
|  | WC                     | Pittsburgh Penguins    | 1                      |   | M1                  | New York Rangers      | 4                     |                       |  |    |                     |                   |                   |  |    |                     |                     |                     |
|  |                        |                        |                        |   | M1                  | New York Rangers      | 4                     |                       |  |    |                     |                   |                   |  |    |                     |                     |                     |
|  |                        | M2                     | Washington Capitals    | 3 |                     |                       |                       |                       |  |    |                     |                   |                   |  |    |                     |                     |                     |
|  | M2                     | M2                     | Washington Capitals    | 3 | Washington Capitals | 4                     |                       |                       |  |    |                     |                   |                   |  |    |                     |                     |                     |
|  | M2                     |                        |                        |   | Washington Capitals | 4                     |                       |                       |  |    |                     |                   |                   |  |    |                     |                     |                     |
|  | M3                     | New York Islanders     | 3                      |   |                     |                       |                       |                       |  |    |                     |                   |                   |  |    |                     |                     |                     |
|  | M3                     | New York Islanders     | 3                      |   |                     |                       |                       |                       |  |    |                     |                   |                   |  | A2 | Tampa Bay Lightning | 2                   |                     |
|  |                        |                        |                        |   |                     |                       |                       |                       |  |    |                     |                   |                   |  | A2 | Tampa Bay Lightning | 2                   |                     |
|  |                        | C3                     | Chicago Blackhawks     | 4 |                     |                       |                       |                       |  |    |                     |                   |                   |  |    |                     |                     |                     |
|  | C1                     | C3                     | Chicago Blackhawks     | 4 | St. Louis Blues     | 2                     |                       |                       |  |    |                     |                   |                   |  |    |                     |                     |                     |
|  | C1                     |                        |                        |   | St. Louis Blues     | 2                     |                       |                       |  |    |                     |                   |                   |  |    |                     |                     |                     |
|  | WC                     | Minnesota Wild         | 4                      |   |                     |                       |                       |                       |  |    |                     |                   |                   |  |    |                     |                     |                     |
|  | WC                     | Minnesota Wild         | 4                      |   | WC                  | Minnesota Wild        | 0                     |                       |  |    |                     |                   |                   |  |    |                     |                     |                     |
|  |                        |                        |                        |   | WC                  | Minnesota Wild        | 0                     |                       |  |    |                     |                   |                   |  |    |                     |                     |                     |
|  |                        | C3                     | Chicago Blackhawks     | 4 |                     |                       |                       |                       |  |    |                     |                   |                   |  |    |                     |                     |                     |
|  | C2                     | C3                     | Chicago Blackhawks     | 4 | Nashville Predators | 2                     |                       |                       |  |    |                     |                   |                   |  |    |                     |                     |                     |
|  | C2                     |                        |                        |   | Nashville Predators | 2                     |                       |                       |  |    |                     |                   |                   |  |    |                     |                     |                     |
|  | C3                     | Chicago Blackhawks     | 4                      |   |                     |                       |                       |                       |  |    |                     |                   |                   |  |    |                     |                     |                     |
|  | C3                     | Chicago Blackhawks     | 4                      |   |                     |                       |                       |                       |  | C3 | Chicago Blackhawks  | 4                 |                   |  |    |                     |                     |                     |
|  | Západní konference     |                        |                        |   |                     |                       |                       |                       |  | C3 | Chicago Blackhawks  | 4                 |                   |  |    |                     |                     |                     |
|  |                        | P1                     | Anaheim Ducks          | 3 |                     |                       |                       |                       |  |    |                     |                   |                   |  |    |                     |                     |                     |
|  | P1                     | P1                     | Anaheim Ducks          | 3 | Anaheim Ducks       | 4                     |                       |                       |  |    |                     |                   |                   |  |    |                     |                     |                     |
|  | P1                     |                        |                        |   | Anaheim Ducks       | 4                     |                       |                       |  |    |                     |                   |                   |  |    |                     |                     |                     |
|  | WC                     | Winnipeg Jets          | 0                      |   |                     |                       |                       |                       |  |    |                     |                   |                   |  |    |                     |                     |                     |
|  | WC                     | Winnipeg Jets          | 0                      |   | P1                  | Anaheim Ducks         | 4                     |                       |  |    |                     |                   |                   |  |    |                     |                     |                     |
|  |                        |                        |                        |   | P1                  | Anaheim Ducks         | 4                     |                       |  |    |                     |                   |                   |  |    |                     |                     |                     |
|  |                        | P3                     | Calgary Flames         | 1 |                     |                       |                       |                       |  |    |                     |                   |                   |  |    |                     |                     |                     |
|  | P2                     | P3                     | Calgary Flames         | 1 | Vancouver Canucks   | 2                     |                       |                       |  |    |                     |                   |                   |  |    |                     |                     |                     |
|  | P2                     |                        |                        |   | Vancouver Canucks   | 2                     |                       |                       |  |    |                     |                   |                   |  |    |                     |                     |                     |
|  | P3                     | Calgary Flames         | 4                      |   |                     |                       |                       |                       |  |    |                     |                   |                   |  |    |                     |                     |                     |

### Východní konference
Výše nasazený tým hrál doma 1., 2. a případný 5. a 7. zápas.

#### Čtvrtfinále
| Výše nasazený tým   | Níže nasazený tým   | Stav série | Výsledky zápasů | Výsledky zápasů | Výsledky zápasů | Výsledky zápasů | Výsledky zápasů | Výsledky zápasů | Výsledky zápasů |
| Výše nasazený tým   | Níže nasazený tým   | Stav série | 1.              | 2.              | 3.              | 4.              | 5.              | 6.              | 7.              |
| ------------------- | ------------------- | ---------- | --------------- | --------------- | --------------- | --------------- | --------------- | --------------- | --------------- |
| Montreal Canadiens  | Ottawa Senators     | 4 : 2      | 4:3             | 3:2 PP          | 2:1 PP          | 0:1             | 1:5             | 2:0             |                 |
| Tampa Bay Lightning | Detroit Red Wings   | 4 : 3      | 2:3             | 5:1             | 0:3             | 3:2 PP          | 0:4             | 5:2             | 2:0             |
| New York Rangers    | Pittsburgh Penguins | 4 : 1      | 2:1             | 3:4             | 2:1             | 2:1 PP          | 2:1 PP          |                 |                 |
| Washington Capitals | New York Islanders  | 4 : 3      | 1:4             | 4:3             | 1:2 PP          | 2:1 PP          | 5:1             | 1:3             | 2:1             |

#### Semifinále
| Výše nasazený tým  | Níže nasazený tým   | Stav série | Výsledky zápasů | Výsledky zápasů | Výsledky zápasů | Výsledky zápasů | Výsledky zápasů | Výsledky zápasů | Výsledky zápasů |
| Výše nasazený tým  | Níže nasazený tým   | Stav série | 1.              | 2.              | 3.              | 4.              | 5.              | 6.              | 7.              |
| ------------------ | ------------------- | ---------- | --------------- | --------------- | --------------- | --------------- | --------------- | --------------- | --------------- |
| Montreal Canadiens | Tampa Bay Lightning | 2 : 4      | 1:2 PP2         | 2:6             | 1:2             | 6:2             | 2:1             | 1:4             |                 |
| New York Rangers   | Washington Capitals | 4 : 3      | 1:2             | 3:2             | 0:1             | 1:2             | 2:1 PP          | 4:3             | 2:1 PP          |

#### Finále
| Výše nasazený tým | Níže nasazený tým   | Stav série | Výsledky zápasů | Výsledky zápasů | Výsledky zápasů | Výsledky zápasů | Výsledky zápasů | Výsledky zápasů | Výsledky zápasů |
| Výše nasazený tým | Níže nasazený tým   | Stav série | 1.              | 2.              | 3.              | 4.              | 5.              | 6.              | 7.              |
| ----------------- | ------------------- | ---------- | --------------- | --------------- | --------------- | --------------- | --------------- | --------------- | --------------- |
| New York Rangers  | Tampa Bay Lightning | 3 : 4      | 2:1             | 2:6             | 5:6 PP          | 5:1             | 0:2             | 7:3             | 0:2             |

### Západní konference
Výše nasazený tým hrál doma 1., 2. a případný 5. a 7. zápas.

#### Čtvrtfinále
| Výše nasazený tým   | Níže nasazený tým  | Stav série | Výsledky zápasů | Výsledky zápasů | Výsledky zápasů | Výsledky zápasů | Výsledky zápasů | Výsledky zápasů | Výsledky zápasů |
| Výše nasazený tým   | Níže nasazený tým  | Stav série | 1.              | 2.              | 3.              | 4.              | 5.              | 6.              | 7.              |
| ------------------- | ------------------ | ---------- | --------------- | --------------- | --------------- | --------------- | --------------- | --------------- | --------------- |
| St. Louis Blues     | Minnesota Wild     | 2 : 4      | 2:4             | 4:1             | 0:3             | 6:1             | 1:4             | 1:4             |                 |
| Nashville Predators | Chicago Blackhawks | 2 : 4      | 3:4 PP2         | 6:2             | 2:4             | 2:3 PP3         | 5:2             | 3:4             |                 |
| Anaheim Ducks       | Winnipeg Jets      | 4 : 0      | 4:2             | 2:1             | 5:4 PP          | 5:2             |                 |                 |                 |
| Vancouver Canucks   | Calgary Flames     | 2 : 4      | 1:2             | 4:1             | 2:4             | 1:3             | 2:1             | 4:7             |                 |

#### Semifinále
| Chicago Blackhawks | Minnesota Wild | 4 : 0 | 4:3 | 4:1 | 1:0    | 4:3 |        |
| Anaheim Ducks      | Calgary Flames | 4 : 1 | 6:1 | 3:0 | 3:4 PP | 4:2 | 3:2 PP |

#### Finále
| Výše nasazený tým | Níže nasazený tým  | Stav série | Výsledky zápasů | Výsledky zápasů | Výsledky zápasů | Výsledky zápasů | Výsledky zápasů | Výsledky zápasů | Výsledky zápasů |
| Výše nasazený tým | Níže nasazený tým  | Stav série | 1.              | 2.              | 3.              | 4.              | 5.              | 6.              | 7.              |
| ----------------- | ------------------ | ---------- | --------------- | --------------- | --------------- | --------------- | --------------- | --------------- | --------------- |
| Anaheim Ducks     | Chicago Blackhawks | 3 : 4      | 4:1             | 2:3 PP3         | 2:1             | 4:5 PP2         | 5:4 PP          | 2:5             | 3:5             |

### Finále Stanley Cupu
| Výše nasazený tým   | Níže nasazený tým  | Stav série | Výsledky zápasů | Výsledky zápasů | Výsledky zápasů | Výsledky zápasů | Výsledky zápasů | Výsledky zápasů | Výsledky zápasů |
| Výše nasazený tým   | Níže nasazený tým  | Stav série | 1.              | 2.              | 3.              | 4.              | 5.              | 6.              | 7.              |
| ------------------- | ------------------ | ---------- | --------------- | --------------- | --------------- | --------------- | --------------- | --------------- | --------------- |
| Tampa Bay Lightning | Chicago Blackhawks | 2 : 4      | 1:2             | 4:3             | 3:2             | 1:2             | 1:2             | 0:2             |                 |